# Malý Bor
Obec Malý Bor (německy Klein Bor, v letech 1939-1945 Kleinheid) se nachází v okrese Klatovy, kraj Plzeňský. Žije zde 499 obyvatel.

## Historie
První písemná zmínka o obci pochází z roku 1243.
Za husitských válek byla dne 12. října 1420 u zdejšího kostela sv. Maří Magdalény svedena bitva u Panského Boru (jinak též zvaná bitvou u Horažďovic). Husité pod Janem Žižkou z Trocnova se úspěšně ubránili vojsku jiho- a západočeské šlechty a jeho zahraničním spojencům; obě strany při tom utrpěly značné ztráty.

## Pamětihodnosti
- Kostel svaté Máří Magdalény (románský, zbudovaný kolem roku 1220, přestavěn v gotickém stylu)
- Fara

## Části obce
- Malý Bor
- Hliněný Újezd
- Malé Hydčice
- Týnec

Od 30. dubna 1976 do 23. listopadu 1990 k obci patřily i Břežany.